# Gerhard Oelrichs

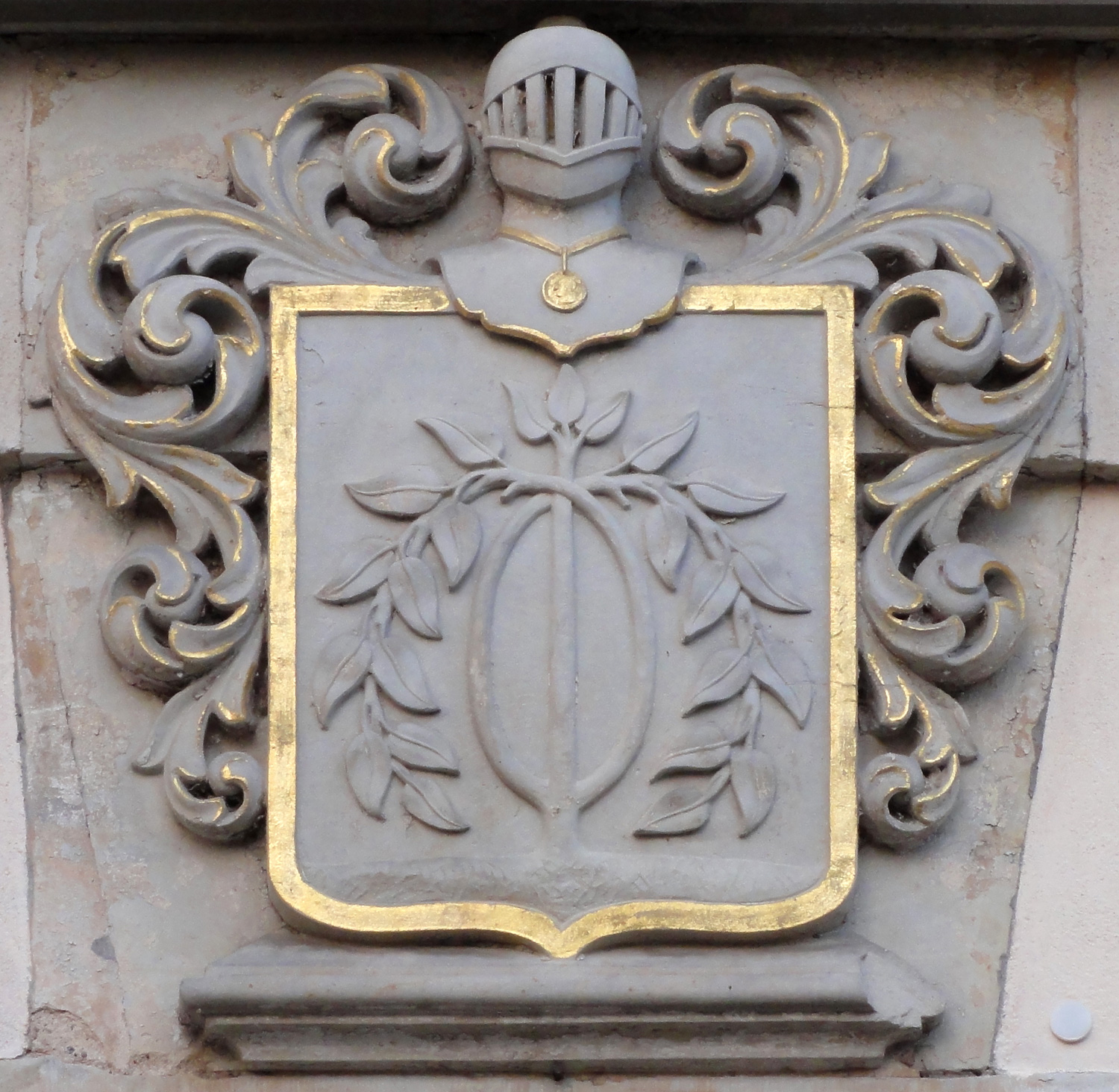
Wappen Oelrichs

Gerhard Oelrichs (* 8. Januar 1727 in Bremen; † 7. April 1789 in Bremen) war ein deutscher Jurist, Rechtshistoriker und Syndikus in Bremen.

## Biografie
Oelrichs war der Sohn des Eltermanns Heinrich (andere Quelle: Johann) Oelrichs. Er studierte Rechtswissenschaften an der Universität Göttingen und der Universität Utrecht und promovierte 1754 in Utrecht zum  Dr. jur. Er war dann in Frankfurt am Main kaiserlicher Rat und Resident.  Hier bereits begann er mit einer kleinen lexikalischen juristischen Arbeit. 
1768 wurde er Syndikus der Elterleute in Bremen (Vorsteher der Kaufleute). Er war Kenner der friesischen Sprache. Er erwarb sich Verdienste durch seine vollständige Sammlung von Gesetzbüchern der kaiserl. Freyen Reichsstadt Bremen, wodurch das Bremer Stadtrecht dauerhaft festgehalten wurde. Oelrich hatte den Druck selbst unter der Aufnahme von Hypotheken und der Ausstellung von Handfesten finanziert. Der Preis für eine Ausgabe lag bei 4 Reichstalern. Enthalten in dem Buch waren auf 934 Seiten: die Stadtrechtsfassungen von 1303, 1428, 1433, die Kundigen Rollen von 1450 und 1498, das Oldenburger Stadtrecht von 1345, soweit Abweichungen zum Bremer Recht vorlagen, und einige Land- und Deichrechte des Umlandes. Der Absatz des Buches war ein wirtschaftlicher Fehlschlag. Der Rat Bremens schenkte Oelrich für sein Werk einen silbernen Tafelaufsatz. Die Ausgabe verdrängte die alten Abschriften und blieb in der bremischen Rechtspraxis bis weit in das 19. Jahrhundert hinein das maßgebliche Werk.
Oelrichs war verheiratet in erster Ehe mit Almata Oelrichs geb. von Büren (1751–1828), beide hatten den Sohn Kaufmann Johann Gerhard Oelrichs; in zweiter Ehe mit Gesche Margarethe, geb. Weitsel (1745–1789), beide hatten die Tochter Rathel Christina Catharina (1769–1845), verheiratet mit dem Bremer Senator Simon Henrich Gondela (1765–1832).
 
Durch die Heirat mit Almata  ging das Teneversche Gut 1775 an die Kaufmanns- und Juristenfamilie Oelrichs über. 1892 erwarb Johann Heinrich Egestorff (1859–1905) den inzwischen auf 220 Morgen angewachsenen Landsitz und vermachte ihn als Egestorff-Stiftung der Stadt Bremen.

Einen großen Teil aus dem Nachlass seiner Kunstsammlung erwarb der Kunstsammler und Mäzen Gerhard Christian Garlichs.

## Werke
- Dissertation: De vita, studiis, honoribus et scriptis Aelii Martiani jurisconsulti, Utrecht 1754
- Glossarium ad Statuta Bremensia antiqua. Frankfurt am Main 1767
- Gesez-Bücher Der Reichs Stadt Bremen, Theil 1, Verlag Cramer, Bremen 1771
- Volständige Sammlung alter und neuer Gesez-Bücher der kaiserlichen und des Heil. Römisches Reich Freie Stadt Bremen aus Original-Handschriften, Verlag Kramer, Bremen 1771
- Dat Rigische Recht und de gemenen stichtischen Rechte ym Sticht van Ryga: geheten dat Ridder-Recht nebst Dionysii Fabri formulare procuratorum, Verlag Johann Hinrich Cramer, Bremen 1773